# Tristan Evelyn
Tristan Evelyn, född 25 januari 1998, är en barbadisk friidrottare som tävlar i kortdistanslöpning. Hon deltog vid olympiska sommarspelen 2020 och 2024.